# Let's Get Excited
„Let's Get Excited” este un cântec al interpretei britanice Alesha Dixon. Acesta a fost compus de RedZone și inclus pe cel de-al doilea material discografic de studio al artistei, The Alesha Show. Piesa a fost lansată ca cel de-al treilesa extras pe single al albumului în luna mai a anului 2009.
Discul a devenit cel de-al patrulea hit de top 20, din cariera solo, al cântăreței în țara sa natală. „Let's Get Excited” a beneficiat și de o promovare la nivel european, ocupând poziții de top 10 în Croația și Macedonia.

## Lista cântecelor
Descărcare digitală comercializată în Regatul Unit
1. „Let's Get Excited” (editare radio)

Disc single comercializat în Regatul Unit
1. „Let's Get Excited” (editare radio de RedZone)
2. „Let's Get Excited” (versiunea de pe album)

Disc promoțional comercializat în Regatul Unit[A]
1. „Let's Get Excited” (versiunea de pe album)
2. „Let's Get Excited” (editare radio de RedZone)
3. „Let's Get Excited” (remix de Guena LG Glam As As You (1))
4. „Let's Get Excited” (remix de Guena LG Glam As You (2))
5. „Let's Get Excited” (remix de Blame)

Notă
- A ^ Distribuit exclusiv prin intermediul site-ului oficial al artistei. Conține un poster gratuit.

## Personal
- Producător: Kuk Harrell;[2]
- Înregistrat la: Sarm West Studios, Londra și Studio-Atlantis, Los Angeles;[2]
- Asistenți: Phil Egan și Omar Reyna;[2]
- Chitară: Tim Cansfield;[2]

## Prezența în clasamente
„Let's Get Excited” a debutat în UK Singles Chart la finele lunii aprilie 2009 pe locul 48, urcând în top 40 în cea de-a doua săptămână. Odată cu lansarea compact discurilor, cântecul a obțnut treapta cu numărul 13 în Regatul Unit, devenind cea dea-a patra clasare de top 20 a interpretei în UK Singles Chart. Piesa a intrat în calsamentul național din Irlanda pe locul 36, devenind cel de-al treilea single al artistei ce obține clasări de top 40 în această regiune.
Discul s-a poziționat în top 10 și în Croația și Macedonia, obținând și locul 40 în clasamentul european.

## Clasamente
| Clasament              | Poziția maximă | Referință |
| ---------------------- | -------------- | --------- |
| Bulgaria Singles Chart | 18             | [ 8 ]     |
| Croatia Singles Chart  | 10             | [ 4 ]     |
| Euro 200               | 40             | [ 9 ]     |
| European Hot 100       | 40             | [ 10 ]    |
| Finland Singles Chart  | 14             | [ 8 ]     |

| Clasament               | Poziția maximă | Referință |
| ----------------------- | -------------- | --------- |
| Ireland Singles Chart   | 36             | [ 8 ]     |
| Macedonia Singles Chart | 5              | [ 5 ]     |
| Russian Airplay Chart   | 82             | [ 11 ]    |
| Slovakia Singles Chart  | 90             | [ 12 ]    |
| UK Singles Chart        | 13             | [ 8 ]     |
| UK Download Chart       | 13             | [ 13 ]    |